# Eina Station
Eina Station (Eina stasjon) er en jernbanestation på Gjøvikbanen i Eina i Oppland fylke i Norge. Station består af flere spor med to perroner og en stationsbygning i mørkebrunt træ opført efter tegninger af arkitekten Paul Due. Stationen ligger lige ved den nordlige ende af den 13,73 km² store indsø Einavatnet.
Stationen blev oprettet for ekspedering af tog, passagerer og gods 23. december 1901, et år før Gjøvikbanen stod færdig i sin fulde længde. Ved åbningen af Valdresbanen fra Eina til Dokka i 1906 blev Eina Station et jernbaneknudepunkt, og Eina fremstod som en typisk stationsby. Persontrafikken på Valdresbanen blev indstillet ved udgangen af 1988, mens godstrafikken fortsatte frem til 1999. I dag er banen nedlagt, om end sporadisk kørsel med veterantog forekommer. Stationen betjenes dog fortsat af togene på Gjøvikbanen. Den er desuden bemandet, da der forekommer krydsninger på stationen.